# Herten (Schiff)
Die Herten war ein deutsches Minenjagdboot der Kulmbach-Klasse (Klasse 333). Es wurde auf der Kröger-Werft in Rendsburg gebaut, 1991 in Dienst und 2016 außer Dienst gestellt.

## Geschichte
Das Boot wurde als Schnelles Minensuchboot der Klasse 343 am 26. März 1991 in Dienst gestellt und dem 5. Minensuchgeschwader in Kappeln-Olpenitz unterstellt. 1999/2000 wurde es in der Peene-Werft in Wolgast zum Minenjagdboot der Klasse 333 umgebaut. Am 21. Dezember 2005 wurde es dem 3. Minensuchgeschwader unterstellt, mit dem es 2006 in den Marinestützpunkt Kiel verlegte. Am 30. Juni 2016 wurde es gleichzeitig mit dem Schwesterboot Überherrn im Marinearsenal Kiel außer Dienst gestellt.

### 1990–1999: SchnellesMinensuchboot Klasse343 im 5.Minensuchgeschwader
Am 10. September 1990 begann für die Erstbesatzung die Bordeinweisung, ab dem 20. September erfolgten die Funktionsnachweise. Am 5. Oktober reiste die Besatzung zum Antrittsbesuch nach Herten. Die erste Seefahrt mit dem neuen Boot erfolgte am 22. Oktober. Die Übergabe an die Deutsche Marine durch die Werft erfolgte am 26. Februar 1991, die Indienststellung am 26. März.
Eine erste Auslandsreise führte das Boot 1992 nach Schottland, Irland und in die Niederlande. Beim Besuch der Patenstadt an Bord vom 11. bis zum 13. September wurden Gastgeschenke übergeben, darunter ein Wappen und ein Bild des Vorgängerbootes Jupiter. Ebenfalls angebracht wurde vor der Kommandantenkammer an Bord eine Tafel in Form einer Gräting zur Aufnahme von Messingplaketten mit den Namen und Daten der Kommandanten. Eine identische Tafel hängt in der Jupiter-Messe im Vereinsheim der Marinekameradschaft in Herten.
Vom 2. bis zum 30. Juni 1993 nahm das Boot an einer „Ausbildung in Ausserheimischen Gewässern (AAG)“ teil, die nach Sankt Petersburg, Riga und Memel führte. Während des Besuches der Patenstadt an Bord vom 3. bis zum 5. September wurde von der Stadt offiziell eine Patenschaftsurkunde übergeben.
Vom 24. August bis zum 19. Dezember 1994 war die Herten Teil der Standing NATO Force Channel, dem Vorläufer der Standing NATO Mine Counter Measure Force North und heutigen SNMCMG 1. Im Rahmen dieses Einsatzes wurden die Häfen Kristiansand, Stavanger, Antwerpen, Den Helder, Kiel, Flensburg, Gdingen, Sonderburg, Lübeck, Olpenitz, Neustadt/Holstein und Ostende besucht. Eine Übung vor Norwegen sowie der erste Besuch eines NATO-Geschwaders in Polen waren Höhepunkte der Reise in diesem Jahr.
Die Herten befand sich 1995 wieder im Mittelmeer und Schwarzen Meer. Anlässlich des Besuches der Patenstadt an Bord vom 11. bis zum 13. August wurde ein vollständiger Satz der Wappen sämtlicher Minensuchgeschwader der Bundesmarine und eine Vitrine für ein Modell der Herten an die Besatzung übergeben. Während des Besuches der Patenstadt an Bord vom 9. bis zum 11. August 1996 wurden die Gäste durch die Besatzung in Anlehnung an den in der Patenstadt vollzogenen Knappenschlag einer „Ostseetaufe“ unterzogen.
1996/1997 erfolgte eine Werftaufenthalt in der Kröger-Werft in Rendsburg. Anschließend wurde die SAGA B in Neustadt/Holstein absolviert. Bei der Rückverlegung in den Heimathafen Olpenitz kam es zu einem Brand im E-Maschinenraum, der durch Einsatz von Halon gelöscht werden konnte. Beim Rückmarsch wurde (noch ohne Geschütze) eine Höchstgeschwindigkeit von 23,5 kn erreicht. Im Herbst desselben Jahres erfolgte noch eine Ausbildungsfahrt für Offiziersanwärter nach Norrköpping in Schweden und nach Reval. Beim Besuch der Patenstadt an Bord vom 12. bis zum 14. September 1997 wurde erneut für die (neuen) Gäste eine Ostseetaufe vollzogen.
Im Februar 1998 erfolgte noch eine kurze Ausbildungsfahrt mit Hafenaufenthalt in Kopenhagen. Erneut ins Mittelmeer mit Häfen in Portugal, Spanien und Marokko ging es im Mai und Juni 1998, außerdem wurde ein Hafen in England angelaufen. Am ersten Augustwochenende war die Herten zu Gast bei der 24. Bremerhavener Festwoche. Im Rahmen des Besuches berichtete der Fernsehsender N3 eine halbe Stunde lang live von Bord. Im August und September nahm das Boot noch am Manöver „Großer Seeunfall“ der Deutschen Marine teil, bevor es zur Umrüstung zum Minenjagdboot der Klasse 333 in die Peene-Werft in Wolgast verlegte.

### 1999–2015: Minenjagdboot Klasse333 im 3.Minensuchgeschwader
Nach Abschluss der Umrüstung zum Minenjagdboot fuhr die Herten für das Flottenpraktikum von Offizieranwärtern im Mai 1999 nach Helsinki und Casablanca. Im Rahmen des Marineballes in Herten erhielt die Besatzung ein Ortsschild und überreichte im Gegenzug ein Bugwappen des 5. Minensuchgeschwaders.
Vom 1. August bis zum 31. Dezember 2001 war die Herten Teil der MCMForSouth und besuchte unter anderem die Häfen Neapel und Souda (Kreta). Vom 14. Oktober bis zum 29. Oktober 2002 nahm die Herten an der Operation „Open Spirit“ mit Hafenaufenthalten in Riga teil. Unmittelbar im Anschluss absolvierte die Herten bis zum 8. November 2002 eine Waffensystemvorführung in Finnland mit Hafenbesuchen in Hanko und Turku. Vom 29. August bis zum 31. August 2003 besuchte eine Abordnung der Patenstadt das Boot. Als Gastgeschenke wurde eine Spende für die Beschaffung einer Stereoanlage an die Besatzung und eine Knotentafel an die Stadt übergeben.
Vom 21. April bis zum 14. Mai 2004 nahm die Herten am Manöver „Blue Game“ mit Hafenaufenthalten in Kristiansand und Oslo und vom 3. Juni bis zum 25. Juni 2004 an einer Geschwaderausbildung mit Hafenaufenthalten in Cork und Newcastle upon Tyne teil. Vom 1. August bis zum 31. Dezember 2004 gehörte die Herten schließlich der Standing NATO Minecountermeasures Force North an. Die Seephase fand vom 16. August bis zum 14. Dezember 2004 statt.
Im Jahr 2005 nahm die Herten an einer Geschwaderausbildung (SquadEx) mit einem Hafenbesuch in Stettin, an einem NATO-Manöver in Dänemark und im November an einer weiteren Geschwaderausbildungsfahrt teil. Vom 16. bis 18. Dezember besuchte die Besatzung die Patenstadt. Die Stadt erhielt ein Knotenbrett mit einem Kupferstich, an die Marinekameradschaft wurde ein ausgedienter Schneidgreifer überreicht. Vom 3. Mai bis zum 19. Mai 2006 absolvierte die Herten eine Auslandsausbildungsreise mit Hafenaufenthalten in Danzig und Sankt Petersburg. Nach Ende der sich anschließenden Instandsetzungsphase Ende Oktober 2006 begann die Besatzung mit der Ausbildung gemäß Einsatz- und Ausbildungsplan. Anfang Dezember bestand sie die Seeklarbesichtigung und verlegte anschließend in das Marinearsenal Kiel zur Beendigung der Restarbeiten des Werftprogramms.
Das Jahr 2007 wurde geprägt von den Vorbereitungen auf ein Deployment in der Standing NATO Mine Countermeasures Group 2 ab Januar 2008. Zunächst nahm die Herten an einem SQUADEX (Verbandsausbildungsabschnitt) mit Schwerpunkt Minenabwehr in strömendem Gewässer in den Gewässern um Helgoland teil. Im April absolvierte sie erfolgreich die Schadensabwehr- und Gefechtsausbildung am Einsatzausbildungszentrum Schadensabwehr Marine in Neustadt in Holstein. Der Mai stand ganz im Zeichen der intensiven Vorbereitung auf den Ausbildungs- und Prüfabschnitt beim Mine Countermeasure Vessels Operational Sea Training in Zeebrügge ab Anfang Juli. Auch dieser Ausbildungsabschnitt wurde erfolgreich absolviert. Bereits Ende Juli wurde dann Sachzwängen folgend entschieden, dass die Besatzung des Minenjagdbootes Herten die Besatzung ihres Schwesterschiffes, dem Minenjagdboot Ueberherrn, im UNIFIL-Einsatz ablösen wird. Im Oktober nahm die Herten am SQUADEX des 5. Minensuchgeschwaders mit Schwerpunkt in der Minenabwehr und See- sowie Luftzielschießabschnitten und einem Hafenaufenthalt in Malmö teil. Im Dezember folgte die Ausbildung der ABC-Abwehrfähigkeiten in Kiel.
Das Jahr 2008 begann mit dem Nachweis der ABC-Abwehrfähigkeit. Mit der erfolgreichen Überprüfung fügte sich der letzte Baustein in die Ausbildung und den Nachweis der Einsatzfähigkeit ein. Ende Januar verlegte die Besatzung in zwei Kontingenten mit Unterstützung des LTG 62 nach Zypern in den Abstützpunkt Limassol und löste dort planmäßig die Besatzung der Ueberherrn nach viereinhalb Monaten im Einsatz ab. Die Besatzung der Ueberherrn übernahm die Verantwortung für das Minenjagdboot Herten in der Heimat und stellte es der Besatzung des Minenjagdbootes Laboe als Ausbildungsplattform zur Verfügung, da sich die Laboe noch im Werftnachlauf befand, die Besatzung aber mit der Ausbildung beginnen musste, um im Sommer als Nachfolgeeinheit im Einsatz United Nations Interim Force in Lebanon die Aufgaben zu übernehmen. Entgegen diesen Planungen übernahm die Besatzung der Ueberherrn Mitte Juni ihre Einheit zurück. Im Oktober und November nahm die Herten mit weiteren Einheiten am gemeinsamen SQUADEX des 3. und 5. Minensuchgeschwaders teil. Hier lag neben der Minenabwehr der Schwerpunkt der Ausbildung im Lagebildaufbau und der Abwehr asymmetrischer Bedrohungen in See.
Vom 4. bis zum 7. Dezember besuchte eine 28-köpfige Abordnung der Besatzung die Patenstadt. Am Freitag wurde zugunsten einer karitativen Einrichtung auf dem Hertener Weihnachtsmarkt Glühwein verkauft, daneben stand ein Besuch im Trainingsbergwerk der RAG in Recklinghausen auf dem Programm. Am Samstag wurde in der Rotunde des Glashauses in Herten der Marineball gefeiert, der im Zeichen des 100-jährigen Jubiläums der Marinekameradschaft stand.
Im August 2010 besuchte eine kleine Delegation die Feierstunde anlässlich der 20-jährigen Tätigkeit von Karl Hildebrandt als Vorsitzender der Marinekameradschaft Herten und übergab eine Erinnerungsurkunde. Vom 10. bis zum 12. September fand der alljährliche Besuch der Patenstadt an Bord statt.
Am 12. Januar 2011 verließ die Herten den Heimathafen Kiel, um sich wieder der Standing NATO Mine Countermeasures Group 2 anzuschließen. Es wurden der Suezkanal, das Rote Meer und der Golf von Aden sowie der Persische Golf bereist und Häfen in Ägypten, Saudi-Arabien, Dschibuti, in Oman und Kuwait besucht. Am 17. Juni kehrte das Boot pünktlich zur Kieler Woche in den Heimathafen zurück.
Im Juni 2012 wurde die ursprünglich geplante Werftliegezeit kurzfristig verschoben. Stattdessen nahm die Herten mit großen Teilen der Besatzung des Schwesterbootes Passau am Manöver US-BALTOPS mit einem Hafenaufenthalt in Danzig teil. Bis November folgten mehrere kleinere Seefahrten, bevor im November eine Werftliegezeit in der Peene-Werft in Wolgast angetreten wurde.
Nach Ende der Werftliegezeit an der Peene-Werft in Wolgast verlegte die Herten Ende März 2013 zurück in den Heimatstützpunkt Kiel. Es begann das Einsatzausbildungsprogramm für einen Einsatz in einem der Ständigen Minenabwehrverbände der NATO, der für die erste Jahreshälfte 2014 vorgesehen war. Nach der Einzelbootsausbildung im April mit einem Wochenendaufenthalt auf der Nordseeinsel Helgoland, folgte im Mai eine erste Ausbildung am Einsatzausbildungszentrum Schiffssicherung der Marine in Neustadt/Holstein, im Juni erneut die Teilnahme am Manöver US-BALTOPS, diesmal mit den Häfen Rønne (Bornholm) und Karlskrona (Schweden).

#### Ab August 2013: „Auftrag: Nachwuchswerbung!“

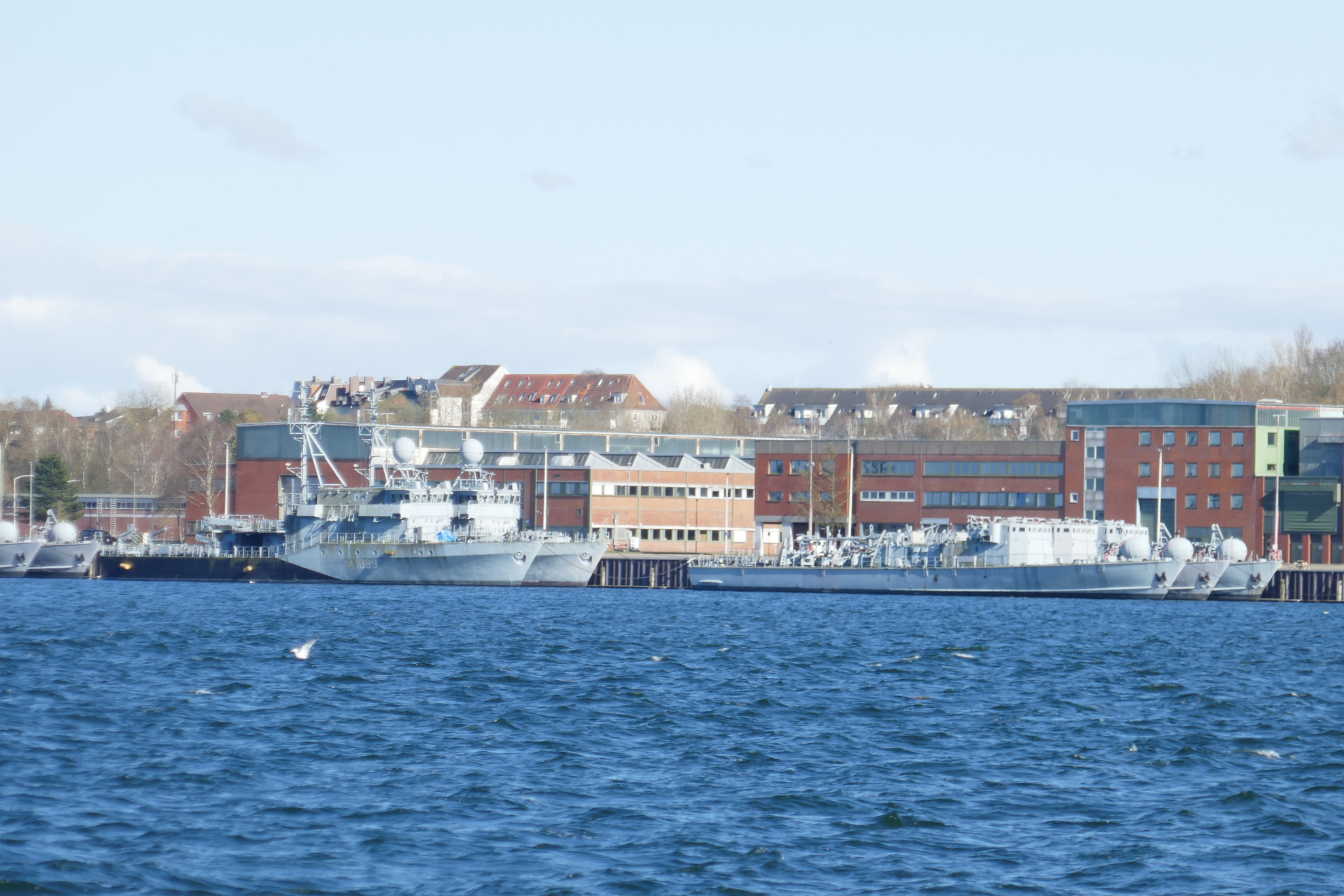
Minenjagdboot Herten im Marinearsenal Kiel 2025

Im Juni 2013 entschied der Inspekteur der Marine, die Herten ab August bis zur Außerdienststellung, die zunächst für Ende 2014 vorgesehen war, im Wesentlichen für die Nachwuchswerbung einzusetzen. Im Oktober und November musste aufgrund eines Schadens an der Antriebswelle eine kurzfristige Werftliegezeit erfolgen.
Am 7. Dezember 2013 feierten Stadt und Besatzung den 21. Marineball in Herten. Während des Balles wurde der Besatzung ein Modell der Herten im Maßstab 1:50 übergeben, das nach Willen der Besatzung bei nächster Gelegenheit einen Platz im Rathaus der Patenstadt finden sollte. Der Vorsitzende der Marinekameradschaft, Karl Hildebrandt, wurde für sein über zwanzigjähriges Engagement für die Patenschaft mit dem Ehrenkreuz der Bundeswehr in Gold ausgezeichnet.
Im Jahr 2013 führte die Herten zahlreiche Fahrten für das Truppenbesuchszentrum der Marine im Rahmen der Nachwuchswerbung durch. Einen weiteren Schwerpunkt bildeten Fahrten zur Ausbildung und Information für angehende Schiffsärzte und Karriereberater. Die Unterstützung einer umfangreichen Messkampagne im Rahmen eines Forschungsvorhabens zur elektrochemischen Unterwassersignatur erfolgte parallel. Während der Kieler Woche und bei weiteren Mitfahrten wurden Gruppen aus Wirtschaft, Politik und Öffentlichkeit die Aufgaben der Marine und die Besonderheiten des Lebens und Arbeitens auf einem Boot der Deutschen Marine demonstriert. Die Höhepunkte des Jahres bildeten die Teilnahme an den Feierlichkeiten zum 200-jährigen Bestehen der norwegischen Marine in Bergen vom 11. bis 13. April sowie der erste Besuch einer Marineeinheit bei den Kappelner Heringstagen seit mehreren Jahren.
Ende Juli 2014 billigte der Generalinspekteur der Bundeswehr eine Vorlage des Inspekteurs der Marine zur Anpassung der Außerdienststellungsplanung. Demnach sollten die Minenjagdboote Herten und Überherrn bis zum 31. Dezember 2016 in Dienst bleiben, um der Marine für Nachwuchswerbung, Grundlagenausbildung und Öffentlichkeitsarbeit zur Verfügung zu stehen und so die für Einsätze und Einsatzausbildung benötigten Einheiten zu entlasten.

### 2016 Außerdienststellung
Zum Ende des Jahres 2015 wurde die Herten aus der Fahrbereitschaft genommen. Am 10. Februar 2016 wurde der letzte Kommandant von seinen Aufgaben entpflichtet, mit der Wahrnehmung der Aufgaben wurde der Schiffstechnische Offizier beauftragt, der auch am 30. Juni 2016 die Außerdienststellung im Marinearsenal Kiel vollzog.
Zur Außerdienststellung waren acht der zehn ehemaligen Kommandanten anwesend, ebenso eine große Delegation der Patenstadt und zahlreiche ehemalige Besatzungsangehörige. Die Schiffsglocke, je ein Wappen und Namensschild sowie die Patenschaftsurkunde und die letzte Dienstflagge wurden der Patenstadt übergeben. In das seit Indienststellung geführte Gästebuch trugen sich alle anwesenden Kommandanten und weitere Teilnehmer der Zeremonie ein, bevor es der Marinekameradschaft Herten zur Aufbewahrung übergeben wurde.
Am 5. April 2025 lag das Schiff im Marinearsenal Kiel.

## Kommandanten
- 1. Dezember 1989 bis 30. Juni 1992 – KptLt Thies-Peter Warkentin
- 1. Juli 1992 bis 25. September 1995 – KptLt Volker Richter
- 26. September 1995 bis 23. September 1997 – KptLt Stefan Riewesell
- 24. September 1997 bis 30. März 1999 – KptLt Marco Geiser
- 31. März 1999 bis 12. September 2002 – KptLt Matthias Seipel
- 13. September 2002 bis 29. September 2006 – KKpt René Brehmer
- 29. September 2006 bis 22. September 2008 – KptLt Michael Sinke
- 22. September 2008 bis 12. Oktober 2011 – KptLt Thomas Joseph
- 12. Oktober 2011 bis 28. November 2014 – KptLt Olaf Hoffmann
- 28. November 2014 bis 10. Februar 2016 – KptLt Philipp Palm
- 10. Februar 2016 bis 30. Juni 2016 – OLtzS Paul Saborowski (Schiffstechnischer Offizier)

## Nock- und Bugwappen
In beiden Nocken der Herten hing neben dem Namensschild das Stadtwappen der Stadt Herten. Am Bug hing beidseitig das Wappen des 3. Minensuchgeschwaders. Das Wappen des 3. Minensuchgeschwaders ist das alte Wappen der 3. Räumflottille Pillau/Ostpreußen, einem ehemaligen Verband der Kriegsmarine.

Wappen der Stadt Herten
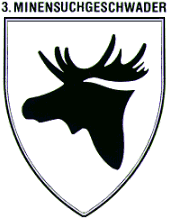
Bugwappen des 3. Minensuchgeschwaders

## Patenstadt
Die Patenstadt des Bootes war Herten. Zurückgehend auf einen Ratsbeschluss der Stadt Herten vom 20. Januar 1961 pflegte die Stadt bis zur Außerdienststellung am 31. Dezember 1989 eine Patenschaft mit dem Schnellen Minensuchboot Jupiter. Diese wurde mit dem Minenjagdboot Herten nahtlos fortgesetzt und durch Taufe des Bootes durch die Ehefrau des Bürgermeisters, Frau Karin Wessel, am 21. Dezember 1989 dokumentiert.
Die in Herten ansässige Marinekameradschaft blickt auf eine über fünfzigjährige Freundschaft mit Booten der Marine zurück. Jährlich besuchte ein großer Teil der Besatzung die Stadt zum Marineball (Anfang Dezember). Lediglich 1994 musste der Marineball ausfallen, weil sich die Herten zu dieser Zeit im Ausland befand und somit keine Abordnung geschickt werden konnte. 2001 wurde der Marineball auf den 5. Mai vorgezogen, da sich die Herten im Dezember wieder im Ausland befand.
Jeder Besatzungsangehörige, der erstmals die Patenstadt besuchte, wurde im Rahmen des Balles zum Bergknappen geschlagen und erhielt eine feste Patenfamilie, die ihn bei allen weiteren Besuchen beherbergte, zum Teil auch weit über die Dienstzeit an Bord hinaus. Eine Abordnung der Stadt von mehr als fünfzig Personen besuchte jährlich im Spätsommer das Boot zur Patenstadtfahrt. Am 8. August 1962 wurde von der Patenstadt eine Grubenlampe an Kommandant und Besatzung des Schnellen Minensuchbootes Jupiter übergeben. Diese Lampe befand sich bis zur Außerdienststellung an Bord der Herten. Sie wurde im Rahmen der Außerdienststellung dem letzten Motorenmeister als langjährigem Patenstadtbeauftragten zur Aufbewahrung übergeben. Jeder Kommandant erhielt traditionell anlässlich seiner Kommandoübernahme von der Patenstadt einen Steigerhäckel überreicht.